# Almirante (distrito)
Almirante é um recém-criado distrito da Bocas del Toro (província) no Panamá. Foi criado devido à Lei 39 em 8 de junho de 2015, após a separação de Changuinola (distrito).

## Divisões administrativas
Distrito de Almirante é dividido administrativamente no seguinte corregimientos:
- Puerto Almirante
- Nance de Risco
- Valle del Risco
- Valle de Aguas Arriba
- Barriada Guaymí
- Barrio Francés